# Citroën C2
Citroën C2 – samochód osobowy klasy aut miejskich produkowany przez francuską markę Citroën w latach 2003 - 2009/2011 (W przypadku wersji Enterprise).

## Historia i opis modelu

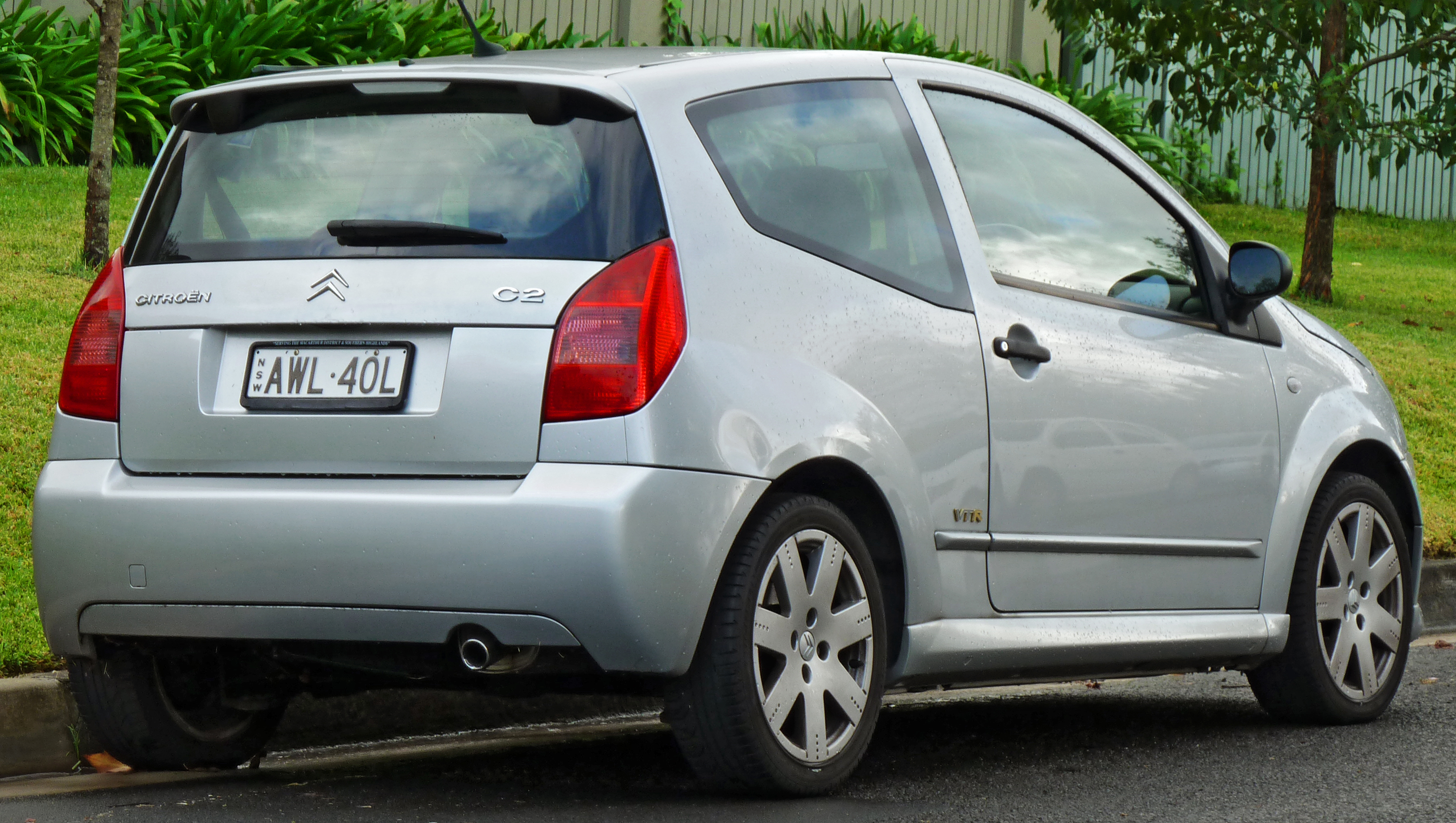
Citroen C2 - tył

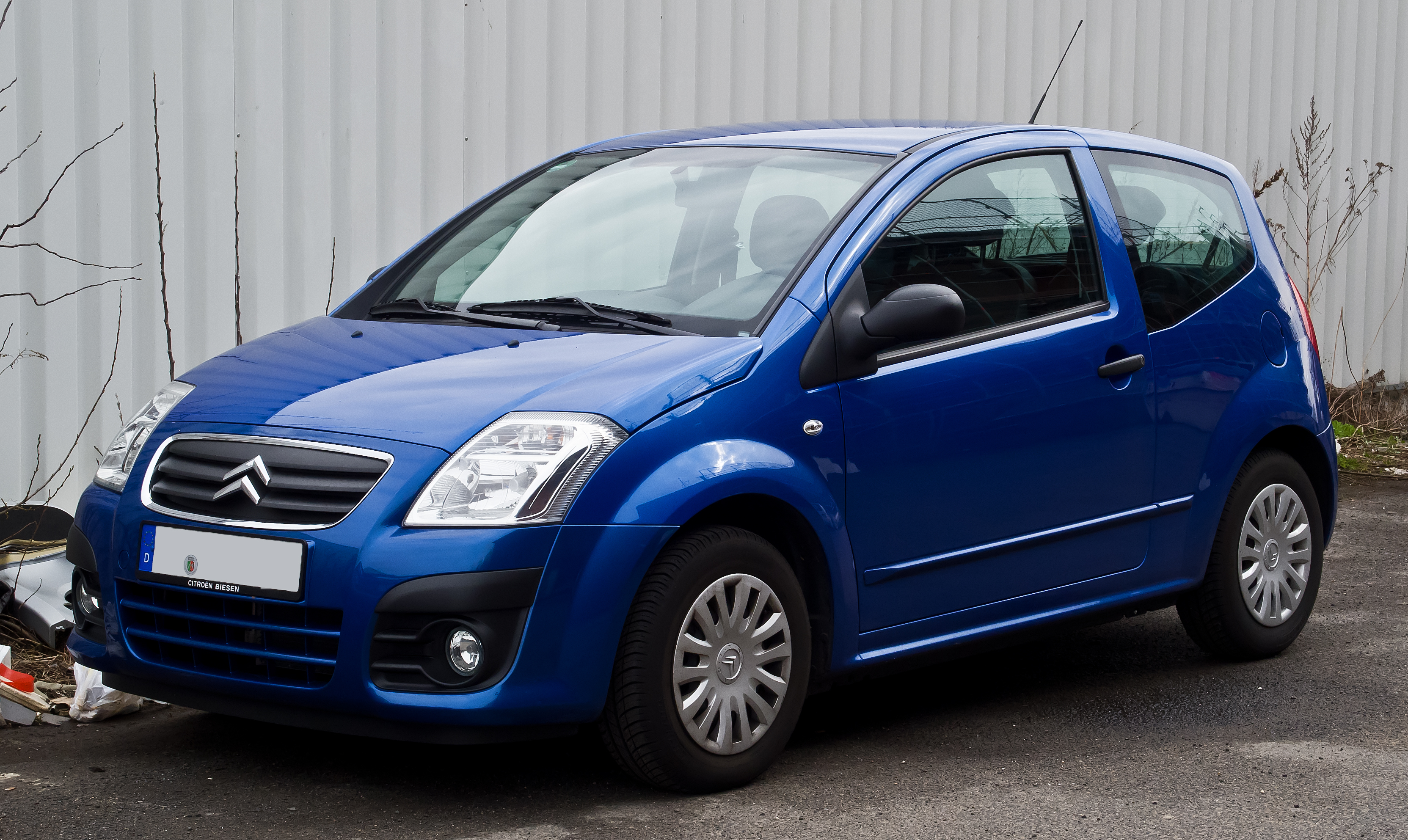
Citroen C2 po liftingu

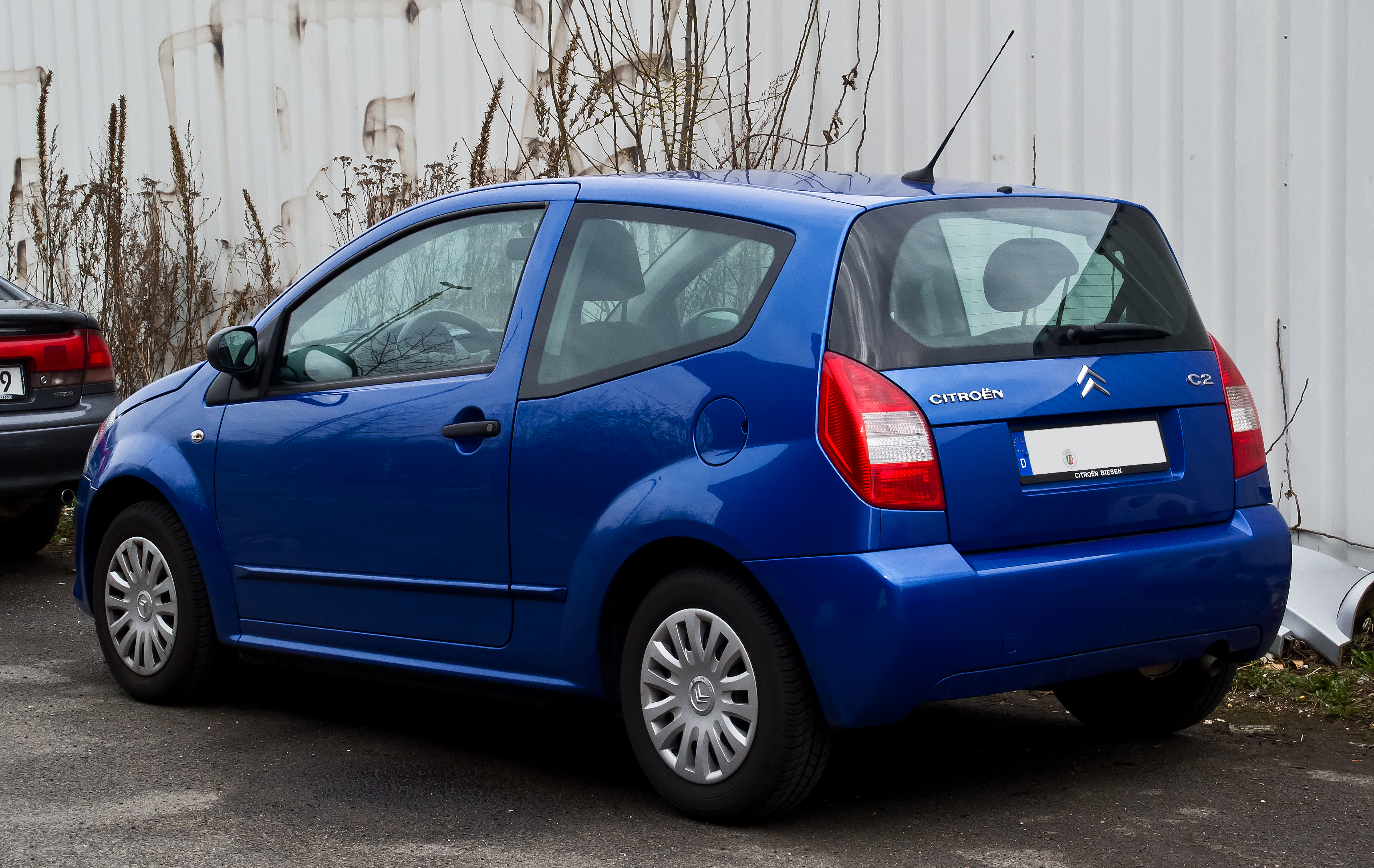
Citroen C2 - tył po liftingu

Samochód, został zaprojektowany przez Donato Coco. Pojazd został po raz pierwszy zaprezentowany podczas targów motoryzacyjnych w Genewie w 2003 roku. W 2005 roku auto przeszło face lifting. Zmienione m.in. tylne reflektory. W 2008 roku auto przeszło drugi lifting. Zmieniono m.in. atrapę chłodnicy oraz przestylizowano zderzaki. Przy okazji wprowadzono nowy, 1.6 l silnik wysokoprężny o mocy 110 KM.
Od 2006 roku w Chinach produkowany jest pojazd o tej samej nazwie, bazujący na modelu Peugeot 206.

### Wersje wyposażeniowe
- SX
- VTR
- VTS
- CODE

W zależności od wersji wyposażeniowej pojazdu, auto wyposażone może być m.in. w system ABS, 4 poduszki powietrzne, elektryczne sterowanie szyb, elektryczne sterowanie lusterek, światła przeciwmgłowe, zamek centralny, radio CD, czujnik deszczu oraz czujniki cofania.
W wersji code dodatkową są podgrzewane przednie fotele

### Dane techniczne
| Wersja               | Silnik:                          | Układ zasilania:   | Średnica × skok tłoka: | St. sprężania:     | Moc maksymalna:                   | Maks. moment obrotowy      | 0–100 km/h:        | V-max:             |
| Silniki benzynowe:   | Silniki benzynowe:               | Silniki benzynowe: | Silniki benzynowe:     | Silniki benzynowe: | Silniki benzynowe:                | Silniki benzynowe:         | Silniki benzynowe: | Silniki benzynowe: |
| -------------------- | -------------------------------- | ------------------ | ---------------------- | ------------------ | --------------------------------- | -------------------------- | ------------------ | ------------------ |
| 1.1i                 | R4 1,1 l (1124 cm³), SOHC        | wtrysk EFi         | 72,00 mm × 69,00 mm    | 9,7:1              | 61 KM (45 kW) przy 5500 obr./min  | 94 N•m przy 3200 obr./min  | 14,4 s             | 158 km/h           |
| 1.4i                 | R4 1,4 l (1360 cm³), SOHC        | wtrysk EFi         | 75,00 mm × 77,00 mm    | 10,2:1             | 75 KM (54 kW) przy 5400 obr./min  | 118 N•m przy 3300 obr./min | 12,2 s             | 169 km/h           |
| 1.6i 16v             | R4 1,6 l (1587 cm³), DOHC        | wtrysk EFi         | 78,50 mm × 82,00 mm    | 9,6:1              | 110 KM (81 kW) przy 5750 obr./min | 146 N•m przy 4000 obr./min | 10,9 s             | 195 km/h           |
| VTS                  | R4 1,6 l (1587 cm³), DOHC        | wtrysk MPFi        | 78,50 mm × 82,00 mm    | 11,0:1             | 125 KM (92 kW) przy 6500 obr./min | 143 N•m przy 3750 obr./min | 8,3 s              | 203 km/h           |
| Silniki wysokoprężne |                                  |                    |                        |                    |                                   |                            |                    |                    |
| 1.4 HDi              | R4 1,4 l (1399 cm³), SOHC, turbo | wtrysk common rail | 73,70 mm × 82,00 mm    | 17,9:1             | 70 KM (52 kW) przy 4000 obr./min  | 150 N•m przy 1750 obr./min | 13,5 s             | 166 km/h           |
| 1.6 HDi              | R4 1,6 l (1560 cm³), DOHC, turbo | wtrysk common rail | 75,00 mm × 88,30 mm    | 18,3:1             | 110 KM (80 kW) przy 4000 obr./min | 240 N•m przy 1750 obr./min | 9,4 s              | 193 km/h           |